# Релаксация (физика)
Релакса́ция (от лат. relaxatio «ослабление, уменьшение») — процесс установления термодинамического, а следовательно, и статистического равновесия в физической системе, состоящей из большого числа частиц.
Релаксация — многоступенчатый процесс, так как не все физические параметры системы (распределение частиц по координатам и импульсам, температура, давление, концентрация в малых объёмах и во всей системе и другие) стремятся к равновесию с одинаковой скоростью. Обычно сначала устанавливается равновесие по какому-либо параметру (частичное равновесие), что также называется релаксацией. Все процессы релаксации являются неравновесными процессами, при которых в системе происходит диссипация энергии, то есть производится энтропия (в замкнутой системе энтропия не убывает). В различных системах релаксация имеет свои особенности, зависящие от характера взаимодействия между частицами системы; поэтому процессы релаксации весьма многообразны. Время установления равновесия (частичного или полного) в системе называется временем релаксации.
Процесс установления равновесия в газах определяется длиной свободного пробега частиц {\displaystyle l} и временем свободного пробега {\displaystyle t} (среднее расстояние и среднее время между двумя последовательными столкновениями молекул). Отношение {\displaystyle l/t} имеет порядок величины скорости частиц. Величины {\displaystyle l} и {\displaystyle t} очень малы по сравнению с макроскопическими масштабами длины и времени. С другой стороны, для газов время свободного пробега значительно больше времени столкновения {\displaystyle t_{0}} {\displaystyle (t\gg t_{0})}. Только при этом условии релаксация определяется лишь парными столкновениями молекул.

## Релаксация в одноатомных газах
В одноатомных газах (без внутренних степеней свободы, то есть обладающих только поступательными степенями свободы) релаксация происходит в два этапа.
На первом этапе за короткий промежуток времени, порядка времени столкновения молекул то, начальное, даже сильно неравновесное, состояние хаотизируется таким образом, что становятся несущественными детали начального состояния и оказывается возможным так называемое «сокращённое описание» неравновесного состояния системы, когда не требуется знания вероятности распределения всех частиц системы по координатам и импульсам, а достаточно знать распределение одной частицы по координатам и импульсам в зависимости от времени, то есть одночастичную функцию распределения молекул. (Все остальные функции распределения более высокого порядка, описывающие распределения по состояниям двух, трёх и т. д. частиц, зависят от времени лишь через одночастичную функцию).
Одночастичная функция удовлетворяет кинетическому уравнению Больцмана, которое описывает процесс релаксации. Этот этап называется кинетическим и является очень быстрым процессом релаксации.
На втором этапе за время порядка времени свободного пробега молекул и в результате всего нескольких столкновений в макроскопически малых объёмах системы устанавливается локальное равновесие; ему соответствует локально-равновесное, или квазиравновесное, распределение, которое характеризуется такими же параметрами, как и при полном равновесии системы, но зависящими от пространственных координат и времени. Эти малые объёмы содержат ещё очень много молекул, а поскольку они взаимодействуют с окружением лишь на своей поверхности, их можно считать приближённо изолированными. Параметры локально-равновесного распределения в процессе релаксации медленно стремятся к равновесным, а состояние системы обычно мало отличается от равновесного. Время релаксации для локального равновесия {\displaystyle t_{p}\gg t_{0}}. После установления локального равновесия для описания релаксации неравновесного состояния системы служат уравнения гидродинамики (уравнения Навье — Стокса, уравнения теплопроводности, диффузии и т. п.). При этом предполагается, что термодинамические параметры системы (плотность, температура и т. д.) и массовая скорость (средняя скорость переноса массы) мало меняются за время {\displaystyle t} и на расстоянии {\displaystyle l}. Этот этап релаксации называется гидродинамическим. Дальнейшая релаксация системы к состоянию полного статистического равновесия, при котором выравниваются средние скорости частиц, средняя температура, средняя концентрация и т. д., происходит медленно в результате очень большого числа столкновений.
Такие процессы (вязкость, теплопроводность, диффузия, электропроводность и т. п.) называются медленными. Соответствующее время релаксации {\displaystyle t_{p}} зависит от размеров {\displaystyle L} системы и велико по сравнению с {\displaystyle t}: {\displaystyle t_{0}\approx t(L/l)2\gg t}, что имеет место при {\displaystyle l\ll L}, то есть для не сильно разреженных газов.

## Релаксация в многоатомных газах
В многоатомных газах (с внутренними степенями свободы) может быть замедлен обмен энергией между поступательными и внутренними степенями свободы, и возникает процесс релаксации, связанный с этим явлением. Быстрее всего — за время порядка времени между столкновениями — устанавливается равновесие по поступательным степеням свободы; такое равновесное состояние можно охарактеризовать соответствующей температурой. Равновесие между поступательными и вращательными степенями свободы устанавливается значительно медленнее.

## Колебательная релаксация в многоатомных газах
Возбуждение колебательных степеней свободы может происходить лишь при высоких температурах. Поэтому в многоатомных газах возможны многоступенчатые процессы релаксации энергии колебательных и вращательных степеней свободы.

## Релаксация в смесях газов
В смесях газов с сильно различающимися массами молекул замедлен обмен энергией между компонентами, вследствие чего возможно возникновение состояния с различными температурами компонент и процессы релаксации их температур. Например, в плазме сильно различаются массы ионов и электронов. Быстрее всего устанавливается равновесие электронной компоненты, затем приходит в равновесие ионная компонента, и значительно большее время требуется для установления равновесия между электронами и ионами; поэтому в плазме могут длительное время существовать состояния, в которых ионные и электронные температуры различны а, следовательно, происходят процессы релаксации температур компонент.

## Релаксация в жидкостях
В жидкостях теряет смысл понятие времени и длины свободного пробега частиц (а следовательно, и кинетического уравнения для одночастичной функции распределения). Аналогичную роль для жидкости играют величины {\displaystyle t_{1}} и {\displaystyle l_{1}} — время и длина корреляции динамических переменных, описывающих потоки энергии или импульса; {\displaystyle t_{1}} и {\displaystyle l_{1}} характеризуют затухание во времени и в пространстве взаимного влияния молекул, то есть корреляции. При этом полностью остаётся в силе понятие гидродинамического этапа релаксации и локально-равновесного состояния. В макроскопически малых объёмах жидкости, но ещё достаточно больших по сравнению с длиной корреляции {\displaystyle l_{1}}, локально-равновесное распределение устанавливается за время порядка времени корреляции {\displaystyle t_{1}} {\displaystyle (t_{p}\gg t_{1})} в результате интенсивного взаимодействия между молекулами (а не парных столкновений, как в газе), но эти объёмы по-прежнему можно считать приближённо изолированными. На гидродинамическом этапе релаксация в жидкости термодинамические параметры и массовая скорость удовлетворяют таким же уравнениям гидродинамики, как и для газов (при условии малости изменения термодинамических параметров и массовой скорости за время {\displaystyle t_{1}} и на расстоянии {\displaystyle l_{1}}). Время релаксации к полному термодинамическому равновесию {\displaystyle t_{p}\gg t_{1}(L/l_{1})^{2}} (так же, как в газе и твёрдом теле) можно оценить с помощью кинетических коэффициентов. Например, время релаксации концентрации в бинарной смеси в объёме {\displaystyle L^{3}} порядка {\displaystyle t_{p}\gg L^{2}/D}, где {\displaystyle D} — коэффициент диффузии, время релаксации температуры {\displaystyle t_{p}\gg L^{2}/c}, где {\displaystyle c} — коэффициент температуропроводности, и т. д.
Для жидкости с внутренними степенями свободы молекул возможно сочетание гидродинамического описания поступательных степеней свободы с дополнительными уравнениями для описания релаксации внутренних степеней свободы (релаксационная гидродинамика).

## Релаксация в твёрдых телах и квантовых жидкостях
В твёрдых телах, как и в квантовых жидкостях, релаксацию можно описывать как релаксацию в газе квазичастиц. В этом случае можно ввести время и длину свободного пробега соответствующих квазичастиц (при условии малости возбуждения системы).
Например, в кристаллической решётке при низких температурах упругие колебания можно трактовать как газ фононов. Взаимодействие между фононами приводит к квантовым переходам, то есть к столкновениям между ними. Релаксация энергии в кристаллической решётке описывается кинетическим уравнением для фононов. В системе спиновых магнитных моментов ферромагнетика квазичастицами являются магноны. Релаксацию (например, намагниченности) можно описывать кинетическим уравнением для магнонов.
Релаксация магнитного момента в ферромагнетике происходит в два этапа: на первом этапе за счёт относительно сильного обменного взаимодействия устанавливается равновесное значение абсолютной величины магнитного момента.
На втором этапе за счёт слабого спин-орбитального взаимодействия магнитный момент медленно ориентируется вдоль оси лёгкого намагничивания; этот этап аналогичен гидродинамическому этапу релаксации в газах.